# Świetlik nadobny
Świetlik nadobny (Euphrasia picta Wimmer) – gatunek rośliny należącej do rodziny zarazowatych (Orobanchaceae). Z gatunkiem tym jest czasem synonimizowany świetlik bezostny (Euphrasia exaristata Smejkal) (w niektórych taksonomicznych bazach danych nazwa nieuwzględniana lub uznawana za niejednoznaczną).

## Rozmieszczenie geograficzne
Świetlik nadobny należy do wysokogórskich gatunków świetlików. W Polsce występuje w Tatrach i Bieszczadach, w przeszłości notowany był również na Babiej Górze, a według informacji, których nie udało się potwierdzić także w Sudetach na Śnieżniku.
Synonimizowany z nim czasem świetlik bezostny jest endemitem tatrzańskim. Według słowackiego botanika Králika najbardziej podobny jest do gatunków Euphrasia tatrae i Euphrasia frigida występujących w arktycznych oraz subarktycznych regionach Europy i Ameryki Północnej. W Polsce znane jest tylko jedno stanowisko tego gatunku. Znajduje się w Tatrach na wysokości ok. 1550 m n.p.m., pomiędzy Morskim Okiem a Czarnym Stawem pod Rysami. W słowackich Tatrach znane są 4 stanowiska: dwa w Dolinie Cichej i dwa w jej odnodze – Dolinie Tomanowej Liptowskiej.

## Morfologia

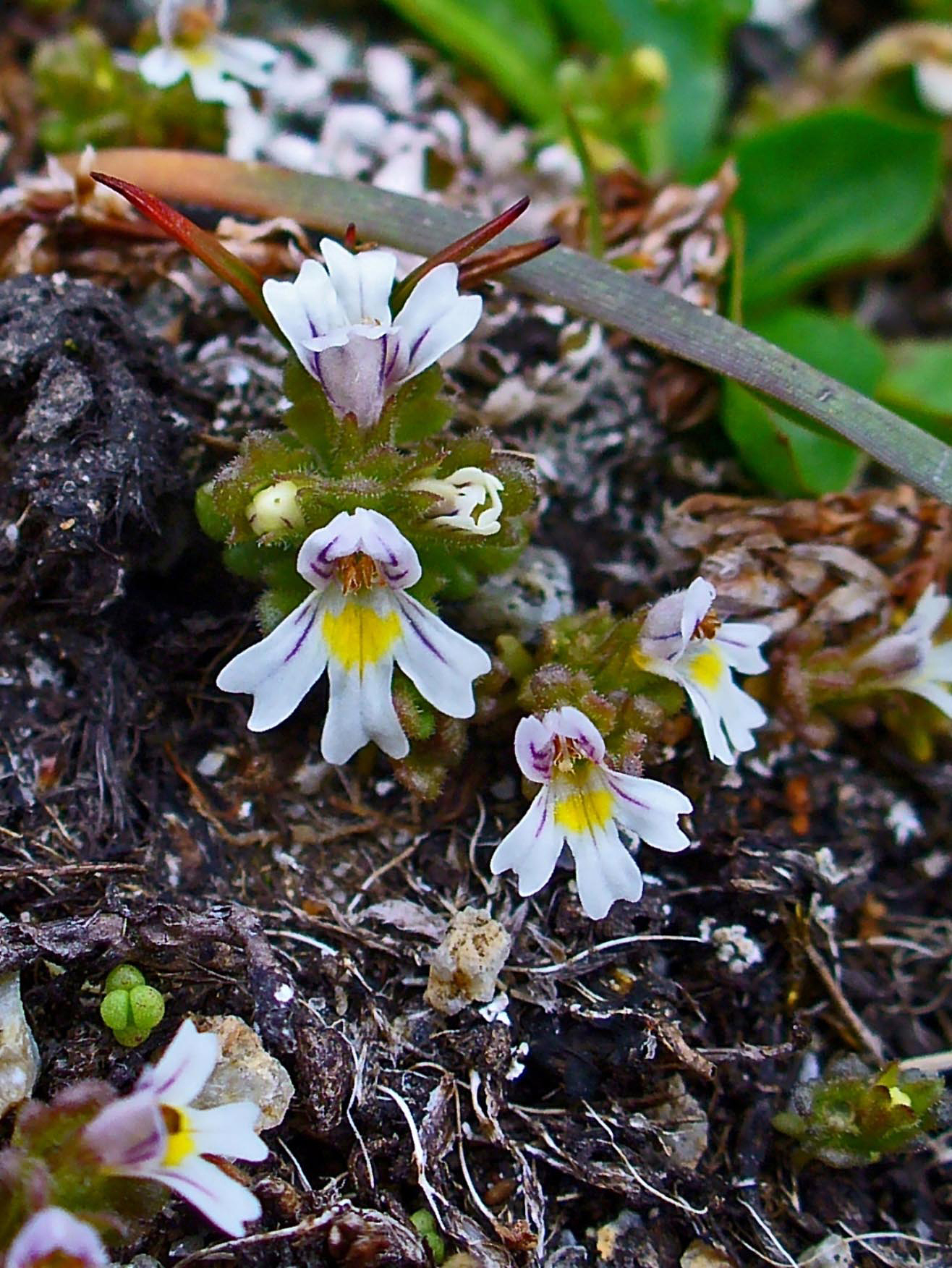
Kwiaty

ŁodygaWzniesiona, nierozgałęziona lub mało rozgałęziona. Osiąga wysokość 5–15(25) cm.
LiścieUlistnienie naprzeciwległe. Dolne liście okrągłoklinowate, górne i przysadki okrągłojajowate lub okrągłe. Brzegi liści z 3–5 ząbkami z każdej strony. Wszystkie liście mają tępy koniec, a ząbki przysadek są tępawe lub słabo zaostrzone, nigdy jednak nie mają ości. Wszystkie liście pokryte są krótkimi szczecinkami, ale bez gruczołów. Na dolnej stronie koliste hydatody z pustym środkiem.
KwiatyGrzbieciste białe lub liliowe o szerokich łatkach. Górna warga jest fioletowa, dolna ciemno prążkowana i pokryta żółtymi plamkami. Rurka korony wydłuża się podczas kwitnienia, osiągając długość 10–14 mm. Szyjka słupka podczas kwitnienia jest niemal prosta.
OwoceTorebka pokryta delikatnymi i prostymi szczecinkami.

## Biologia i ekologia
Roślina jednoroczna, półpasożyt zdolny do przeprowadzania fotosyntezy, a od innych roślin pobierający ssawkami wodę z solami mineralnymi. W Tatrach występuje na halach w  reglu górnym i piętrze halnym. Kwitnie w sierpniu.

## Zagrożenia
Świetlik bezostny umieszczony jest w Polskiej Czerwonej Księdze Roślin w kategorii CR (krytycznie zagrożony). Z kolei świetlik nadobny na polskiej czerwonej liście posiada kategorię EN (zagrożony). 
Świetlik bezostny według kryteriów IUCN w Karpatach polskich jest gatunkiem narażonym na wyginięcie (kategoria zagrożenia VU). Jedyne stanowisko liczy kilkaset osobników, jednak znajduje się blisko popularnego szlaku turystycznego na Rysy i potencjalnie jest zagrożone wydeptaniem. Wskazany jest monitoring tego stanowiska.